# Piazza delle tre culture
La Plaza de las Tres Culturas o Plaza de Tlatelolco è una piazza situata nel centro di Città del Messico.

## Descrizione
Il suo nome proviene dal fatto che gli edifici che sorgono attorno provengono da tre tappe differenti della storia del Messico.
- Cultura di Tenochtitlan, prima della conquista del Messico da parte degli spagnoli: è rappresentata da una serie di piramidi e rovine precolombiane, del popolo mexica chiamato Tlatelolco. In quest'epoca e in questo posto, esisteva un famoso mercato che forniva qualsiasi mercanzia agli abitanti della valle del Messico. Questa è la tappa della "Prima Cultura".
- Cultura spagnola, sin dal tempo della conquista fino all'indipendenza: rappresentata da un convento e da una chiesa cattolica di Santiago. Nella zona venne fondato il Colegio de Santa Cruz de Tlatelolco, a carico degli evangelizzatori spagnoli Bernardino de Sahagún e Juan de Zumarràga. Come per dimostrare la propria dominazione gli spagnoli usavano far costruire i propri luoghi di culto da mani indigene proprio sopra i templi precolombiani. Questa è la tappa della "Seconda Cultura".

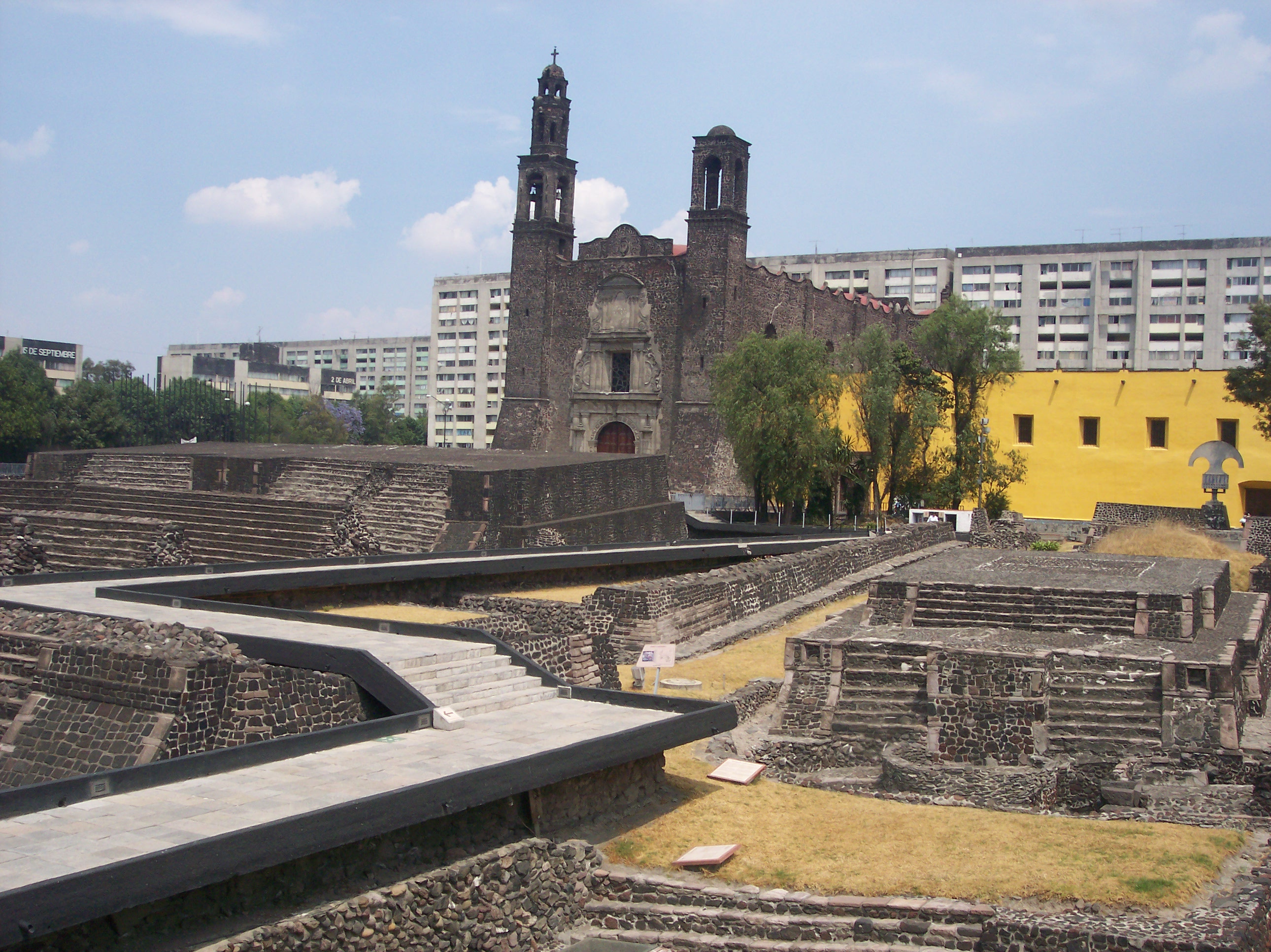
Plaza de las Tres Culturas

- Cultura del Messico moderno, rappresentata dalla Torre Tlatelolco, sede fino al 2005 della segreteria di relazioni estere del Messico (SRE) e gli edifici privati sede di abitazioni, conosciuti come Unità abitative tlatelolco. Vari di questi edifici sono opera dell'architetto Mario Pani. Questa è la tappa della cultura creola. "La Terza Cultura".

La piazza è stata scenario di vari momenti importanti nella storia del Messico:

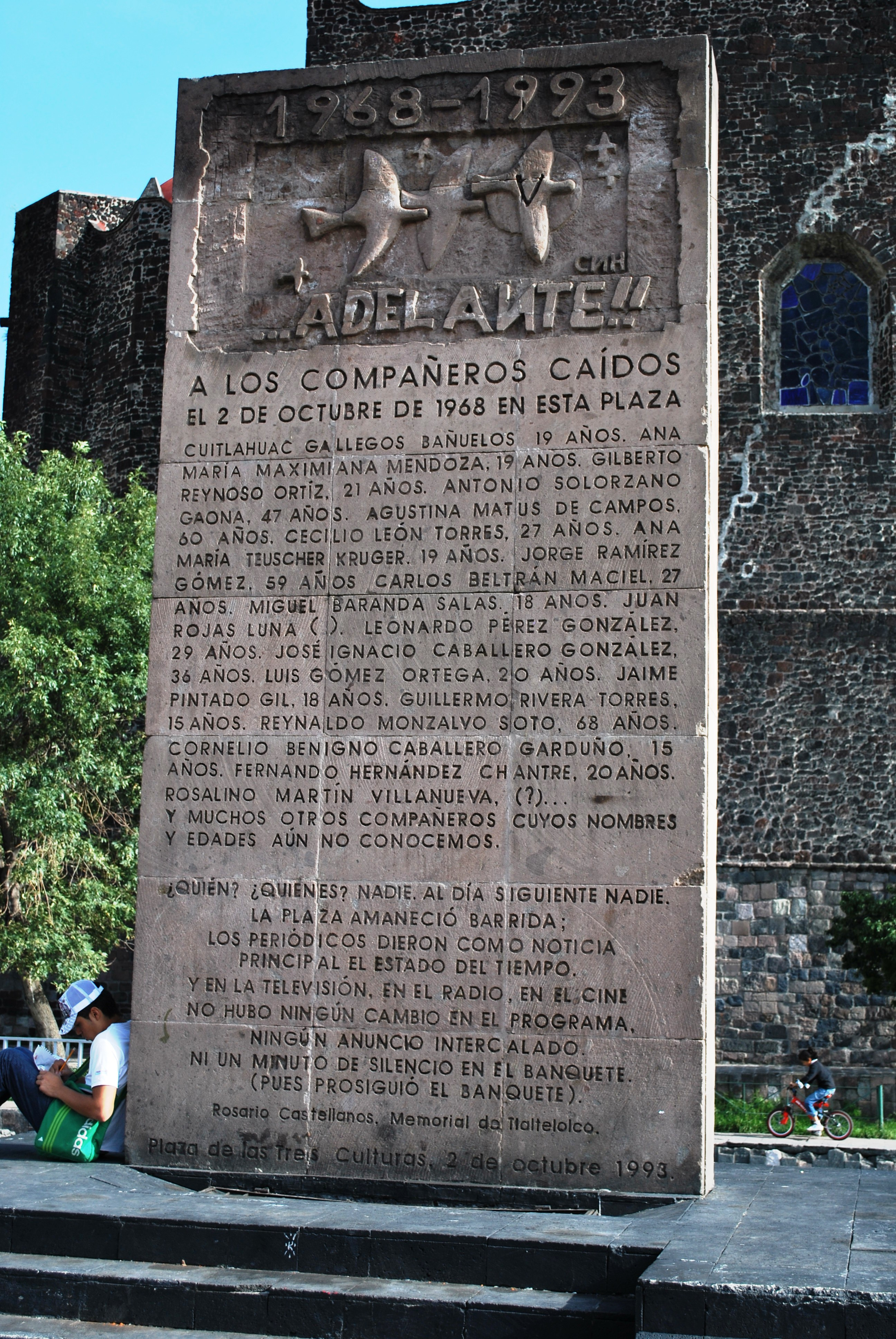
Monumento al Massacro di Tlatelolco in Piazza delle tre culture

- Il suo mercato fu visitato da Hernán Cortés, prima della guerra di conquista. Qualche giorno dopo, ebbe luogo l'ultima e decisiva battaglia contro i mexica il 13 agosto 1521 quando sconfitto, Cuauhtémoc fu obbligato ad arrendersi a Cortés. Il Cronista Bernal Diaz del Castillo descrisse che la mattanza dei mexica, quel giorno, fu così sanguinaria che era impossibile camminare per i tanti cadaveri sparsi nella piazza, più di 40.000 indigeni furono uccisi.
- Si firmò nel 1967 il trattato di Tlatelolco dando origine all'America Latina come zona libera dalle armi nucleari. Il trattato fu opera principalmente del diplomatico Messicano Alfonso Garcia Robles, che vinse il Premio Nobel per la pace nel 1982.
- Il 2 ottobre del 1968 vi ebbe luogo un secondo Massacro di Tlatelolco, 400 anni dopo il primo. Vi persero la vita centinaia di civili, principalmente studenti, per mano dell'esercito e della polizia e per ordine del presidente Gustavo Diaz Ordaz. Vari scrittori messicani hanno denunciato i fatti, sempre negati dal governo, tra loro Carlos Monsiváis, Elena Poniatowska e il Premio Nobel per la letteratura Octavio Paz.